# Pedrosa de Duero
Pedrosa de Duero è un comune spagnolo di 438 abitanti situato nella comunità autonoma di Castiglia e León.

## Località
Il comune, oltre al capoluogo, comprende le seguenti località:
- Boada de Roa
- Guzmán
- Quintanamanvirgo
- Valcavado de Roa